# Samoa
Samoa, formellt Självständiga staten Samoa (samoanska: Malo Sa'oloto Tuto'atasi o Samoa; engelska: Independent State of Samoa), Västra Samoa fram till 1997, är en stat i Polynesien i södra Stilla havet.

## Historia
Samoaöarna har bebotts av polynesier sedan 1000-talet f.Kr.
Den nederländske upptäcktsresanden Jakob Roggeveen blev den 13 juni 1722 den förste europé att besöka Samoaöarna. Även fransmannen Louis Antoine de Bougainville besökte området den 3 maj 1768 som då namngav öarna "Iles Navigateurs".
Européernas intresse för ögruppen var litet en lång period efter deras upptäckt men stormakterna Tysklands, Storbritanniens och USA:s intressen i området ökade då de etablerade nya kolonier i Stilla havet.
1847 öppnade Storbritannien ett konsulat i Apia, följt 1853 av USA och 1861 av   Tyskland. Den 24 januari 1879 undertecknade Tyskland ett fördrag med lokalbefolkningen, där landet garanterades en flottbas i Saluafata på Upolu  efter att USA ingått ett liknande avtal 1872 på Tutuila.
Den 9 mars 1868 anlände den svenske utvandraren Gustav Nilsson till Apia. Han kom senare att bli stamfader till Nelsonsläkten, som haft stort politiskt inflytande för landet genom åren. 
År 1880 slöt USA, Storbritannien och Tyskland ett avtal som innebar att Malietoa Talavou erkändes som kung över ögruppen och gav honom en "regering" med en representant från vart och ett av de tre länderna. Malietoa Talavou dog kort efteråt och efterträddes av sin son Laupepa. Laupepa förvisades från öarna när tyska trupper kom och han dog 1898. En hövding Mataafa gjorde uppror mot Laupepas son Tana och fick hjälp av ett tyskt krigsfartyg. Mataafa valdes till kung av tyskarna 1899 men då protesterade britterna och amerikanerna med bombningar mot tyska flottbasen Apia. En tysk-engelsk-amerikansk kommission avskaffade monarkin. Storbritannien avstod från sina krav på överhöghet, och ögrupperna delades upp mellan USA och Tyskland.
Den 3 oktober 1890 utsågs svenske Conrad Cedercrantz till chef för Högsta domstolen i Samoa och han tillträdde den 2 januari 1891.
Senare utökades stormakternas rivalitet i området och 1899 reglerade slutligen de tre stormakterna sina konflikter genom Berlinfördraget där Samoaöarna delades. Tyskland fick det som idag är Samoa medan USA fick det som än idag är Amerikanska Samoa.
Den 1 mars 1900 hamnade Västra Samoa under tysk överhöghet fram till den 29 augusti 1914 då Nya Zeeland under första världskriget annekterade området.
Från den 17 december 1920 förvaltade Nya Zeeland Västra Samoa under ett mandat från Nationernas förbund. Den 25 januari 1947 fortsatte mandatet under Förenta Nationerna.
Det nyzeeländska styret ogillades på Samoa och under 1920-talet växte självständighetsrörelsen Mau fram och i en folkomröstning 1961 krävde befolkningen självständighet.
Den 1 januari 1962 återfick nationen Västra Samoa sitt oberoende som första område i Söderhavet. Malietoa Tanumafili II och Tupua Tamasese Mea'ole, som var ingift i den svenskättade Nelsonsläkten, delade på ämbetet som landets första statschefer på livstid. År 1984 inrättades centralbanken Central Bank of Samoa i sin nuvarande form.
Den 4 juli 1997 bytte nationen namn till Samoa.
Den 16 juni 2007 tillträdde svenskättade Tupua Tamasese Tupuola Tufuga Efi som ny statschef.
Den 7 september 2009 övergick Samoa, som ända från tiden som tysk koloni haft högertrafik, till vänstertrafik.
Den 29 september 2009 drabbades Samoaöarna av ett kraftigt jordskalv som mätte 8,0 på richterskalan. Omkring 120 människor omkom när en efterföljande tsunami slog in över stränderna på omkringliggande öar. Se vidare på Jordbävningen vid Samoa 2009.
Årsskiftet 2011/2012 övergick Samoa från tidszonen UTC–11 till UTC+13. Detta skedde för att undvika ofördelaktig tidsskillnad med de viktiga handelsparterna Nya Zeeland och Australien.

## Geografi

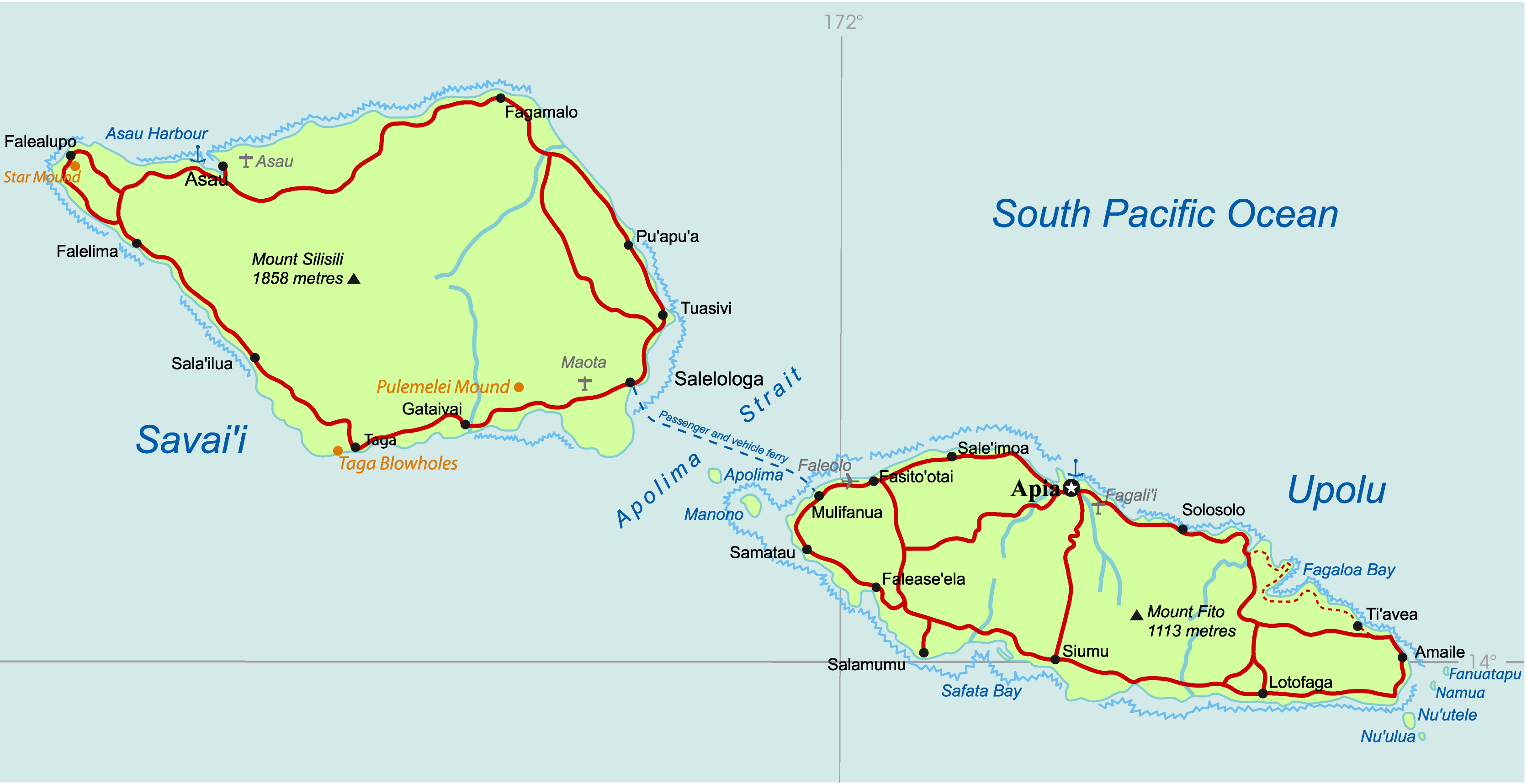
Samoa

Samoa ligger söder om ekvatorn vid datumgränsen och cirka 350 kilometer öster om Wallis- och Futunaöarna och cirka 550 km väster om Cooköarna i den västra delen av ögruppen Samoaöarna. Den östra delen av ögruppen utgör Amerikanska Samoa. Öarna har en sammanlagd areal om ca 2 934 km² och består av 9 större öar med de 4 bebodda öarna:
- Savaii, 1 708 km²
- Upolu, 1 118 km²
- Apolima, cirka 1,4 km²
- Manono, cirka 3 km²

samt de mindre och obebodda öarna
- Aleipataöarna
- Nu'ulopa
- och ytterligare några mindre öar som till exempel Nu'usafe'e, ca 0,01 km² ca 1,4 km söder om Upolu.

### Topografi och hydrografi
De flesta öarna är av vulkaniskt ursprung medan några är stora korallatoller. Den högsta höjden är Mount Silisili på ca 1 858 meter över havet och ligger på Savaii.

### Klimat
Samoa har ett tropiskt klimat, det vill säga varmt och fuktigt. Regnperioden varar från november till april och tyfoner är vanliga mellan december och mars. 

### Växt- och djurliv
Den mineralrika askan från vulkanerna gör vegetationen extra frodig men det finns inga större däggdjur på öarna.

## Styre och politik

### Författning och styre
Parlamentet Fono har sitt säte i stadsdelen Mulinuu i Apia.

### Administrativ indelning

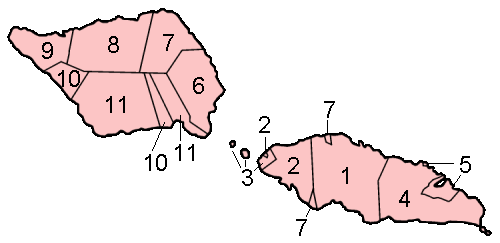
Samoas distrikt. Ön Savai'i till vänster och ön Upolu till höger.

Samoa är indelat i 11 distrikt med Tuamasaga, A'ana, Aiga-i-le-Tai, Atua och Va'a-o-Fonoti på Upolu och Fa'asaleleaga, Gaga'emauga, Gagaifomauga, Vaisigano, Satupa'itea och Palauli på Savaii.
| Upolu (inklusive mindre öar) | Savai'i |
| - Tuamasaga (Afega) - A'ana (Leulumoega) - Aiga-i-le-Tai (Mulifanua)1 - Atua (Lufilufi)2 - Va'a-o-Fonoti (Samamea)                                                        | - Fa'asaleleaga (Safotulafai) - Gaga'emauga (Saleaula)3 - Gaga'ifomauga (Safotu) - Vaisigano (Asau) - Satupa'itea (Satupa'itea) - Palauli (Vailoa) |
| 1 Inklusive öarna Manono, Apolima och Nu'ulopa 2 Inklusive Aleipataöarna och Nu'usafe'e ön 3 Liten del också av Upolu (Salamumu (inklusive Salamumu-Utu) och byn Leauvaa) | |

## Ekonomi och infrastruktur
Jordbruket har spelat en central roll i näringslivets utveckling, med fokus på odling och bearbetning av kokosnötter. Tropiska oväder har dock ofta orsakat stora skador på skördar och infrastruktur, vilket har lett till kraftiga minskningar i exporten. Dessutom har varierande världsmarknadspriser på kopra och kakao skapat ekonomiska utmaningar. Regeringen i Samoa strävar efter att attrahera utländska investeringar, särskilt inom exportindustri och turism.

### Näringsliv

#### Jordbruk
Jordbruket sysselsätter två tredjedelar av befolkningen, och självhushållning är fortfarande vanligt. Viktiga grödor för inhemsk konsumtion inkluderar brödfrukt, jams, majs och tropiska frukter, medan avsalugrödorna består av kokosnötter, kakao, taro, bananer och kaffe. Fiskerinäringen växte snabbt under slutet av 1990-talet och bidrar nu avsevärt till exportintäkterna.

#### Industri
År 1995 etablerades en fabrik i Samoa, ägd av ett japanskt företag, för tillverkning av bildelar, vilket är landets största industriverksamhet. Övriga industrier är småskaliga och producerar varor som kokosnötsprodukter, trävaror, läderartiklar, tobak, enklare metallprodukter, byggmaterial och livsmedel. Textil och ståltråd har blivit viktiga komplement till den traditionella exporten av jordbruksprodukter och timmer och framställs enbart för export.

#### Tjänster och turism
Under 2000-talet har turismen ökat markant och genererar nu större inkomster än exporten av varor.

### Handel
Samoas främsta handelspartner är Nya Zeeland, Australien och Storbritannien. Handelsbalansen är ofta negativ, men detta underskott dämpas delvis av remitteringar från samoaner som arbetar utomlands samt inkomster från en växande turismsektor. Dessutom får Samoa ekonomiskt bistånd från flera länder, främst Japan och USA.

### Infrastruktur

#### Transporter
Landets huvudflygplats Faleolo (Faleolo International Airport, flygplatskod "APW") ligger på Upolus västra del och har kapacitet för internationellt flyg.

## Befolkning

### Demografi
Befolkningen uppgår till ca 179 500 invånare  där ca 37 500 bor i huvudstaden Apia på Upolu.
Fa'a Samoa, det traditionella samoanska sättet att leva, är en stark kraft i Samoa. Trots europeisk influens håller Samoa kvar vid sina historiska sedvänjor, sociala system och språk. Språket tros vara det äldsta av de polynesiska språken som fortfarande talas.[källa behövs] Bland polynesiska folkgrupper är enbart maorierna på Nya Zeeland fler än samoanerna.

### Religion
98 procent av samoerna är kristna, men de är indelade i många olika kyrkor, bland annat metodistkyrkan, mormonkyrkan, ryskortodoxa kyrkan, romersk-katolska kyrkan och adventistkyrkan. Knappt några andra religiösa grupper existerar på Samoa, förutom de som tillhör bahá'í, som utgör cirka två procent av befolkningen. Det finns också en liten judisk minoritet som historiskt drabbats av förföljelse. Samoas i maj 2007 avlidne konung, Malietoa Tanumafili II, var bahaitroende.

## Internationella rankningar
| Organisation                                | Undersökning                   | Rankning   |
| ------------------------------------------- | ------------------------------ | ---------- |
| Heritage Foundation/The Wall Street Journal | Index of Economic Freedom 2019 | 82 av 180  |
| Reportrar utan gränser                      | Pressfrihetsindex 2019         | 22 av 180  |
| FN:s utvecklingsprogram                     | Human Development Index 2018   | 111 av 189 |